# Daniel Adán Dziewezo Polski
Daniel Adán Dziewezo Polski (* 7. Mai 1950) ist ein argentinischer Diplomat.

## Leben
Ab 1979 war Polski in der Handelsabteilung der argentinischen Botschaft in Deutschland tätig. Weitere berufliche Stationen waren New York City, Buenos Aires und Frankfurt am Main. Von 2004 bis 2010 war er argentinischer Botschafter in Japan. Anschließend war er im Staatssekretariat des argentinischen Außenministeriums in Buenos Aires tätig. 
Am 6. September 2013 wurde er als argentinischer Botschafter in Deutschland akkreditiert. Sein Nachfolger wurde im Jahr 2018 Edgardo Mario Malaroda.
Polskis Großeltern väterlicherseits wanderten Anfang des 20. Jahrhunderts aus Polen nach Argentinien ein. Daniel Adán Dziewezo Polski ist verheiratet und Vater zweier Kinder. Neben Spanisch spricht er Deutsch und Englisch.